# 咸康 (前蜀)
咸康（かんこう）は、五代十国時代の十国のひとつ前蜀において王衍の治世で用いられた年号。925年。

## 西暦・干支との対照表
| 咸康 | 元年  |
| 西暦 | 925年 |
| 干支 | 乙酉  |